# La Muraz
La Muraz ist eine französische Gemeinde im Département Haute-Savoie in der Region Auvergne-Rhône-Alpes.

## Geographie
La Muraz liegt auf rund 641 m, etwa zehn Kilometer südöstlich der Stadt Genf (Luftlinie). Das Dorf erstreckt sich im Tal des Viaison (linker Zufluss der Arve), am Ostfuß des Salève, nördlich des Hochplateaus von Bornes.
Die Fläche des 14,38 km² großen Gemeindegebiets umfasst einen Abschnitt westlich des unteren Arvetals. Von Südwesten nach Nordosten wird das Gebiet in einem offenen Tal vom Viaison durchflossen. Östlich dieses Tals reicht der Gemeindeboden auf einen breiten Höhenrücken des Bornes-Plateaus (bis 900 m), der teilweise bewaldet (Bois d’Yvre), überwiegend aber von Wiesland bestanden ist. Nach Westen erstreckt sich das Gemeindeareal über einen dicht bewaldeten Hang bis auf den breiten Kamm des Salève. Hier wird mit 1307 m die höchste Erhebung von La Muraz erreicht.
Zu La Muraz gehören neben dem eigentlichen Dorf auch die Siedlungen Le Feu (900 m) auf einem Geländevorsprung am Osthang des Salève und Le Mont (787 m) am östlichen Talhang des Viaison. Nachbargemeinden von La Muraz sind Monnetier-Mornex im Norden, Reignier-Ésery im Osten, Arbusigny und Le Sappey im Süden sowie Archamps und Collonges-sous-Salève im Westen.

## Geschichte
Das Gemeindegebiet von La Muraz war schon sehr früh besiedelt. In der Eisenzeit wurden am Salève Erzvorkommen abgebaut. Es wurden Mauerfundamente entdeckt, die auf die Zeit der Allobroger zurückzudatieren sind. Das Dorf wird jedoch erst im 15. Jahrhundert urkundlich erwähnt.

## Sehenswürdigkeiten
Die mittelalterliche Kirche Saint-Martin wurde 1871 bei einem Brand zerstört und danach im Stil der Neugotik bis 1885 wieder aufgebaut.

## Bevölkerung
| Jahr                       | 1962 | 1968 | 1975 | 1982 | 1990 | 1999 | 2006 |
| Einwohner                  | 435  | 367  | 436  | 537  | 579  | 700  | 804  |
| Quellen: Cassini und INSEE |      |      |      |      |      |      |      |

Mit 1055 Einwohnern (1. Januar 2022) gehört La Muraz zu den kleinen Gemeinden des Département Haute-Savoie. In der ersten Hälfte des 20. Jahrhunderts nahm die Bevölkerungszahl kontinuierlich ab (1901 zählte La Muraz noch 752 Einwohner, 1968 nur noch 367). Seit Beginn der 1970er Jahre wurde dank der Nähe der Agglomeration Genf jedoch wieder eine deutliche Bevölkerungszunahme verzeichnet.

## Wirtschaft und Infrastruktur
La Muraz war bis weit ins 20. Jahrhundert hinein ein vorwiegend durch die Landwirtschaft geprägtes Dorf. Heute gibt es einige Betriebe des lokalen Kleingewerbes. Viele Erwerbstätige sind Wegpendler, die in den größeren Ortschaften der Umgebung, vor allem aber im Raum Genf-Annemasse, ihrer Arbeit nachgehen.
Die Ortschaft liegt abseits der größeren Durchgangsstraßen an einer Lokalstraße, die von Monnetier-Mornex entlang dem Ostfuß des Salève nach Cruseilles führt. Weitere Straßenverbindungen bestehen mit Arbusigny und La Croisette auf dem Salève. Der nächste Anschluss an die Autobahn A40 befindet sich in einer Entfernung von rund 10 km.